# Swing Out Sister
Swing Out Sister je britská sophisti-pop skupina, která byla založena v roce 1985 v Manchesteru. Kapela se skládá z Andy Connella (klávesista) a Martina Jacksona (bicí). Později přibrali ještě Corinne Dreweryovou (vokály). Jméno kapely je inspirováno filmem Swing Out, Sister z roku 1945. Nejznámější hity kapely jsou „Breakout“, „Twilight World“ a „Am I the Same Girl?“. Kapela je populární především v Japonsku.

## Diskografie

### Studiová alba
- 1987: It's Better to Travel (UK #1, US #40)
- 1989: Kaleidoscope World (UK #9, US #61)
- 1992: Get in Touch with Yourself (UK #27, US #113)
- 1994: The Living Return
- 1997: Shapes and Patterns
- 1999: Filth and Dreams
- 2001: Somewhere Deep in the Night
- 2004: Where Our Love Grows
- 2008: Beautiful Mess

### Singly
- 1986 Breakout (UK #4, US pop #6, US AC #1, US Dance #12)
- 1987 Surrender (UK #7, US AC #37, US Dance #22)
- 1987 Twilight World (UK #32, US Pop #31, US AC #7, US Dance #9)
- 1989 Waiting Game (US Pop #86, US AC #6, US Dance #33)